# Pâte-sur-pâte

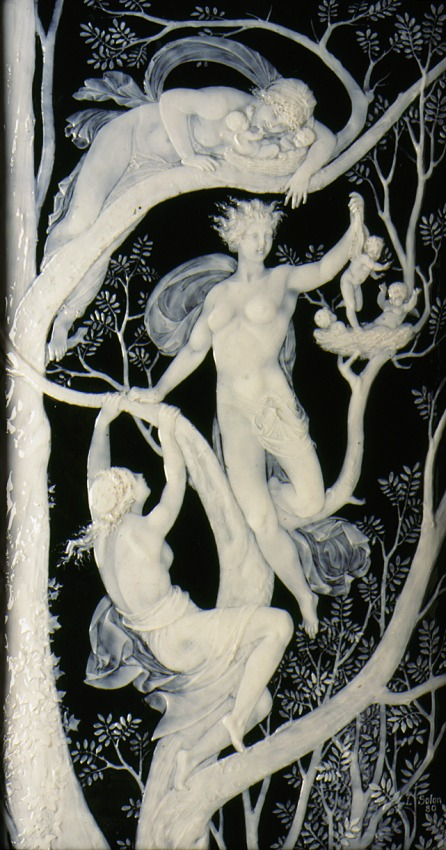
Árvore dos Espíritos, de Marc-Louis Solon, 1880.

Pâte-sur-pâte é um termo francês que define o método de decoração em porcelana, em que é criado um desenho em relevo na peça ainda não cozida totalmente, não polida, geralmente com base já colorida e depois, utilizando um pincel, aplicação de sucessivas camadas de porcelana, geralmente branca. Como a forma principal da base já foi definida, ela é coberta para fornecer os detalhes finos, antes da peça ser queimada. É um processo muito trabalhoso, que pode levar semanas para aplicar as camadas sucessivas e permitir que se solidifiquem antes da próxima ser aplicada.
O esquema de cores usual é um relevo branco sobre um fundo de cor contrastante. O efeito de translucidez é semelhante ao do mármore de Paros e os resultados lembram camafeus em pedra ou em vidro.

## História

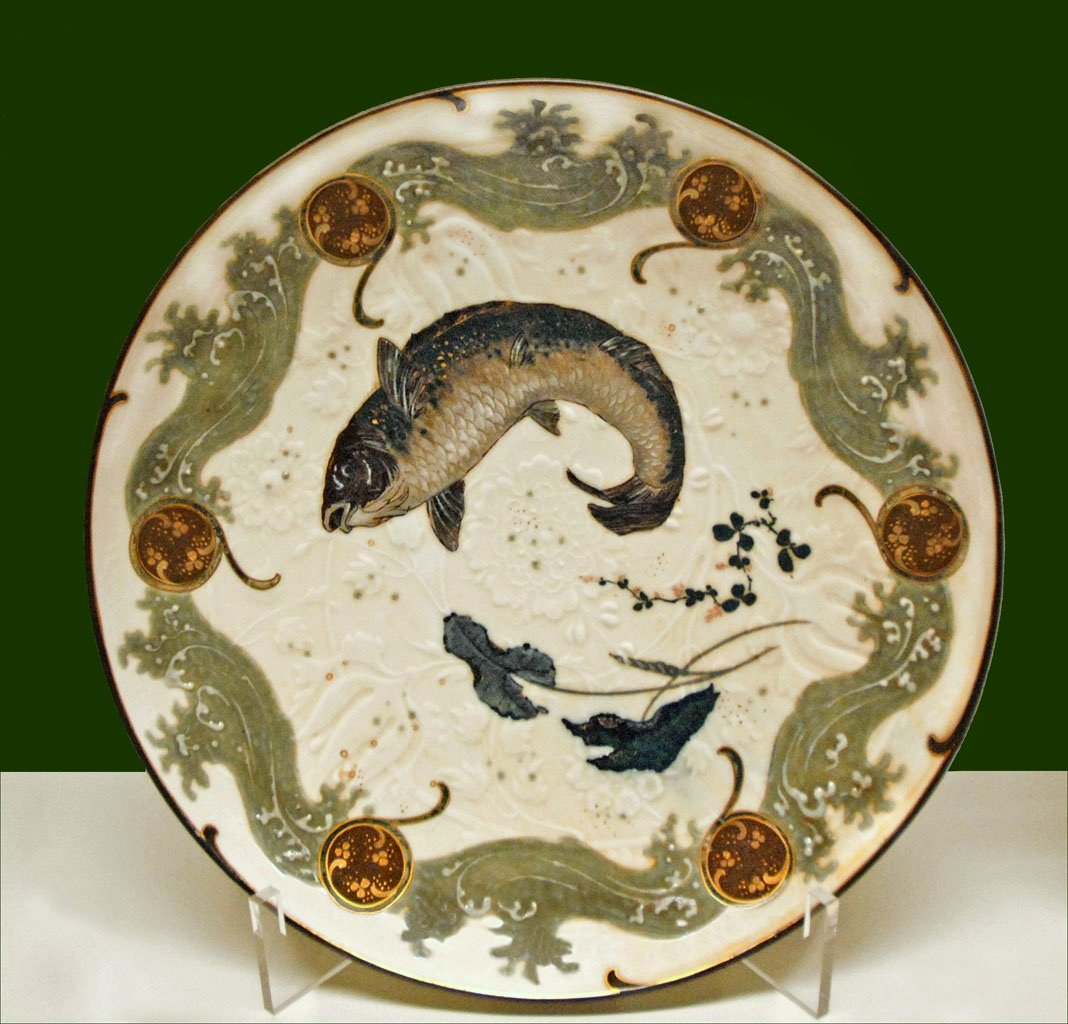
Prato decorado com uma carpa. Sèvres, cerca de 1876.

### Século XIX
O desenvolvimento de pâte-sur-pâte remonta ao final dos anos 1840 e início dos anos 1850 na França. Foi descoberto por acaso, durante um processo de produção na fábrica de porcelana Manufacture nationale de Sèvres. A empresa estava tentando reproduzir a técnica decorativa de um vaso chinês, mas por um erro no estudo das formas da decoração do vaso, o experimento acabou por conduzir a um método diferente do utilizado pelo oleiro chinês. O novo método foi aperfeiçoado e ficou conhecido como pâte-sur-pâte.
Vinte anos depois, Marc-Louis Solon [en], um artista em porcelana francês, também de Sèvres,  levou o estilo para a Inglaterra. O apogeu da técnica foi entre 1875 e 1915, incluindo parte da era vitoriana.
Marc-Louis Solon (1835–1913) desde cedo desenvolveu um considerável talento para a arte em porcelana. Alguns dos seus trabalhos chamaram a atenção do diretor de arte da Manufacture nationale de Sèvres, que o contratou como artista e designer em cerâmica. Solon foi um dos responsáveis pelo aperfeiçoamento do processo pâte-sur-pâte na empresa, que atingiu um alto nível de requinte na produção em porcelana. O artista começou também a produzir e vender suas próprias peças em pâte-sur-pâte, adotando o pseudônimo de Miles, tornando-se o principal expoente da técnica durante a maior parte da sua vida profissional. Há várias obras suas na coleção do museu Victoria and Albert Museum em Londres.

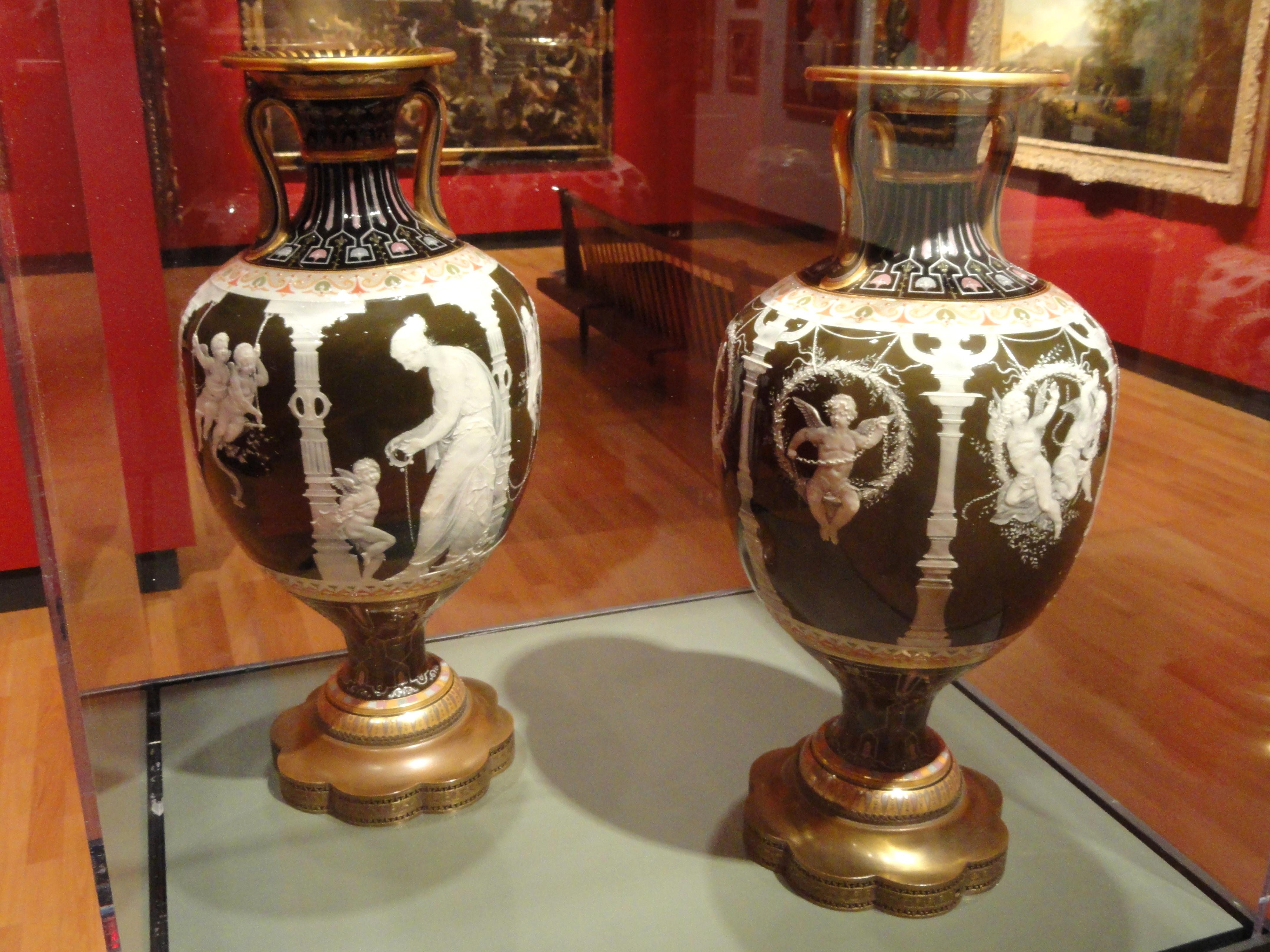
Vasos produzidos por Marc-Louis Solon na Mintons Ltd em 1880. Acervo do Museu de Arte de en, em Massachusetts, EUA.

A Guerra Franco-Prussiana de 1870 levou Solon a fugir de seu país natal e buscar refúgio na Inglaterra, onde estabeleceu contato com o político e empresário Colin Minton Campbell [en], dono da cerâmica Mintons Ltd [en], situada em Staffordshire. A Mintons tinha tradição em contratar artistas estrangeiros, como o diretor de arte Léon Arnoux, contratado em 1849, seguido por outros artesãos franceses, como o escultor Albert-Ernest Carrier-Belleuse [en].
Solon instalou-se em uma pequena comunidade em Staffordshire, acabou se casando com Maria, filha de Arnoux. O casal formou uma grande família, com cinco filhos e uma filha, vivendo nas proximidades da Mintons. Maria morreu em 1910, três anos antes de Marc Solon e ambos estão sepultados em Hartshill [en], Warwickshire. Para atender à demanda de pâte-sur-pâte, ele foi incumbido de ensinar a técnica a aprendizes ingleses. Seguiu-se uma grande popularidade da pâte-sur-pâte naquela região, que era tradicional por sua indústria de cerâmica. O artista passou todo o tempo em que esteve na Mintons trabalhando nos processos que envolviam a técnica que desenvolveu. Em geral, levava cerca de três semanas para criar um par de vasos, embora algumas de suas obras-primas levassem muitos meses para serem concluídas. No auge de seu sucesso, em 1897, uma exposição de seu trabalho foi realizada em Londres para celebrar o Jubileu de Diamante da Rainha Vitória.
A partir dos primeiros anos do século XX, a utilização da técnica começou a entrar em declínio. Marc Solon deixou a Mintons em 1904 e continuou a produzir obras em pâte-sur-pâte até ficar cego, pouco antes de morrer em 1913.

### Século XX

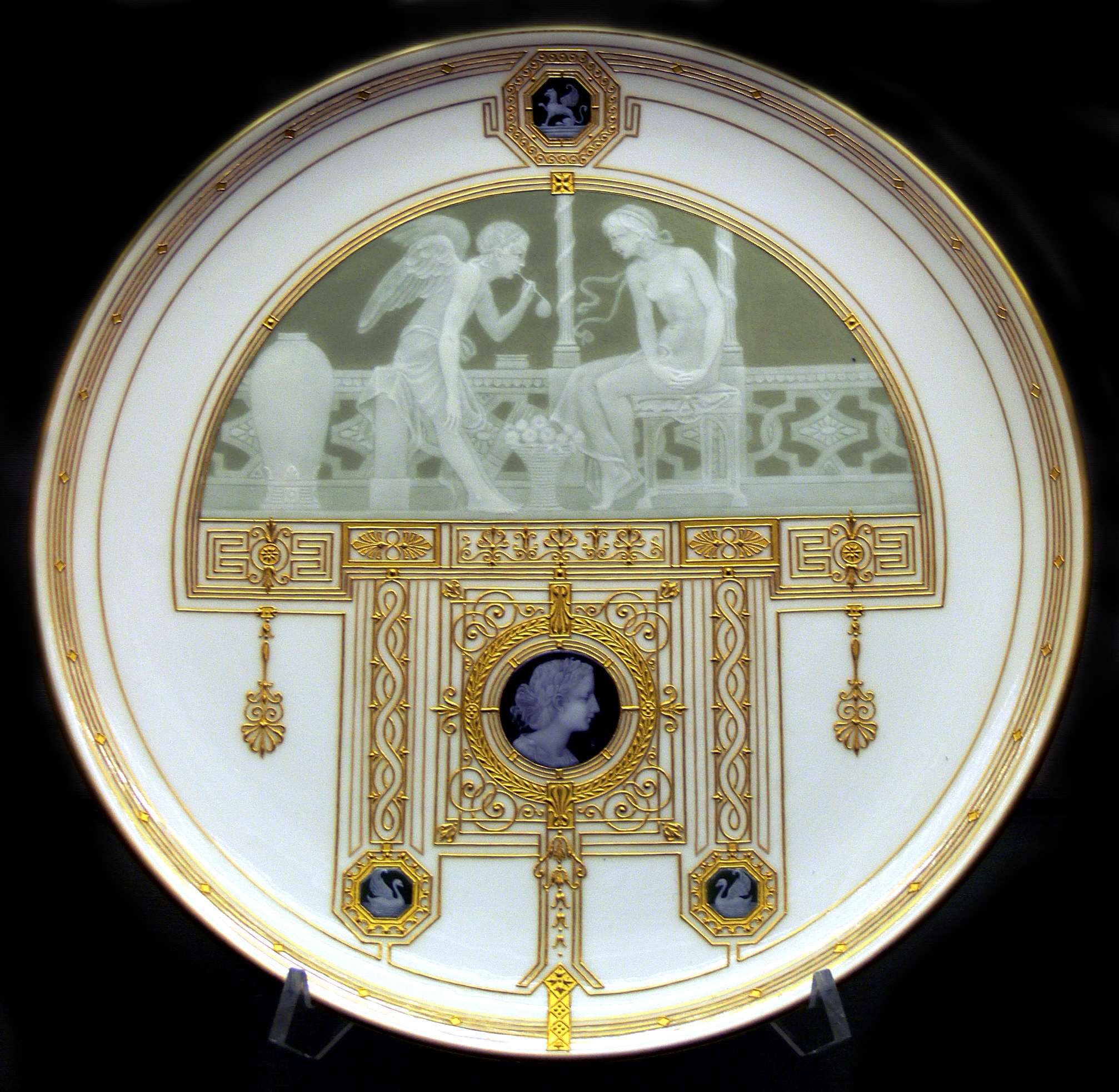
Prato de porcelana, cerca de 1900.

A Mintons continuou sendo o principal produtor de pâté-sur-pâté, apesar da concorrência de outras empresas. No entanto, enfrentou problemas financeiros no início do século XX e aquela técnica tornou-se menos importante na produção da empresa. Depois que Marc Solon se aposentou, seu filho Leon Solon assumiu a direção de arte, que deu mais importância aos designs em Art Nouveau em vasos cerâmicos.
Com a morte de Marc Solon e o advento da Primeira Guerra Mundial, a era do pâte-sur-pâte terminava. Após a guerra, sua popularidade declinou como outras modas do século XIX. No entanto, ainda havia alguma demanda, e a Mintons continuou a produzir pâté-sur-pâté até a eclosão da Segunda Guerra Mundial, quando a produção de cerâmicas decoradas foi severamente afetada. Após a Segunda Guerra Mundial os negócios melhoraram para a empresa, que considerou retomar a produção de pâte-sur-pâte, para o qual ainda havia alguma demanda. No entanto, com a morte dos aprendizes de Sólon, a escassez de artistas adequados representou um problema. Foi somente em 1992 que a Mintons voltou a usar a técnica para marcar o bicentenário da empresa. O resultado foi um pequeno número de vasos, produzidos com certo grau de sucesso, esses vasos eram reproduções de peças de Alboin Birks, um talentoso aprendiz de Solon, que usava moldes para acelerar a produção e diminuir os custos.
Embora continuem a ser produzidos talheres com a marca Mintons, a fábrica não existe mais, tendo sido extinta em 2005. Os edifícios de arquitetura vitoriana foram substituídos na década de 1950 e, por sua vez, foram demolidos quando grande parte da produção de cerâmica foi transferida para o exterior no final do século XX.

#### Produção nos Estados Unidos

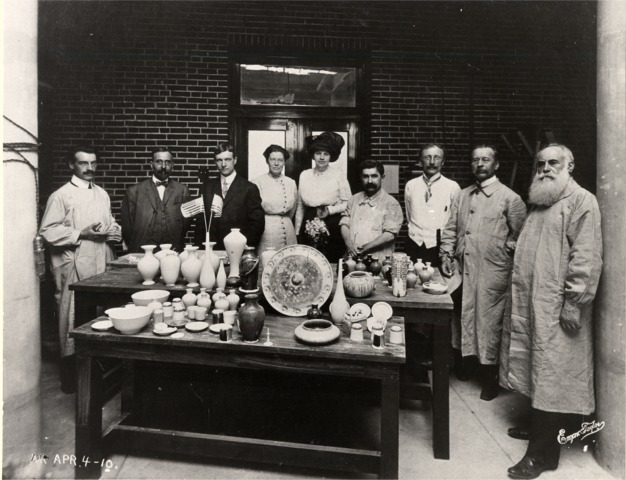
Taxile Doat (último à direita) na Academia de Artes em 1910. Edward Gardner Lewis é o terceiro a partir da esquerda.

O ceramista francês Taxile Doat [en], também de Sévres, assim como Solon, foi o responsável, no início do século XX, por parte da produção nos Estados Unidos, em University City, no Missouri. Ele foi convidado em junho de 1909 pelo ativista político e fundador da cidade, Edward Gardner Lewis [en] para dirigir os trabalhos em um curso de Artes em Porcelana em uma universidade local. Voltando à França para recrutar assistentes, trouxe Emile Diffloth, um químico de cerâmica, e Eugene Labarrière, um oleiro de produção. Outros ilustres ceramistas foram contratados, como Adelaide Alsop Robineau [en] e Frederick Hurten Rhead [en].
Doat voltou a produzir pequenos vasos de porcelana em pâte-sur pâte com formas e técnicas que já havia utilizado pela primeira vez em seu estúdio na França durante a década de 1890. Desenvolveu uma paleta de esmaltes cristalinos coloridos, com textura brilhante e fosca. Durante seus últimos anos em University City, ele liderou seus alunos na produção de centenas de novas peças para uma exposição internacional realizada em San Francisco em 1915.

## Galeria
|  |  |  |  |  |  |